# 短瓣花
短瓣花（学名：Brachystemma calycinum）为石竹科短瓣藤属的植物。分布在印度、柬埔寨、越南、老挝、尼泊尔以及中国大陆的广西、贵州、四川、云南、西藏等地，生长于海拔540米至2,300米的地区，一般生长在山坡草地以及路旁疏林中，目前尚未由人工引种栽培。

## 别名
抽筋藤、活抽筋、生筋藤（广西）